# NGC 884
χ 산개 성단(Chi Open Cluster)은 페르세우스자리에 있는 이중성단중의 오른쪽 성단을 말한다. 겉보기등급 +6.1로 맨눈으로 찾기 어려운 성단이다. 쌍안경이나 소형 망원경으로 볼 수 있다.